# Pietra di Luserna
La Pietra di Luserna è una roccia metamorfica scistosa appartenente al gruppo degli gneiss. Si tratta in particolare di gneiss di tipo lamellare, cioè che si presenta in un insieme di strati sovrapposti come i fogli di un libro. Viene estratta da cave situate nelle Prealpi Cozie del Piemonte centro-occidentale, tra la Val Pellice e la Valle Po, nei territori dei Comuni di Luserna San Giovanni, Rorà, Bagnolo Piemonte, per i quali ha sempre rappresentato un'importante risorsa economica. Il suo impiego è molto antico e caratterizza tuttora la tipologia costruttiva degli edifici e l'arredo urbano delle aree di origine e dell'intero Piemonte, dal quale, a partire dagli anni 1970, ha avuto una diffusione sia nazionale sia internazionale.

## Petrografia
La facies più caratteristica della Pietra di Luserna è: ortogneiss lastroide a regolari occhi feldspatici allungati, di dimensioni millimetriche, che gli conferiscono una struttura a tendenza occhiadina. È composto principalmente da feldspato (30-50%), quarzo (30-40%) e mica bianca e verdastra (10-20%), cui si deve il caratteristico colore grigio-chiaro tendente al verdognolo. La tessitura della roccia è piano-scistosa, per la presenza di sottili letti ricchi di mica bianca fengitica isoorientata, e la struttura è a tendenza porfiroblastica, anche se variabile da zona a zona.
Riguardo alla radioattività dei principali isotopi (40K , 226Ra e 232Th) la Pietra di Luserna presenta i seguenti dati medi: 40K=1276 Bq/kg, 226Ra=125 Bq/kg, 232Th=114 Bq/kg.

## Impieghi
La Pietra di Luserna, la cui estrazione è documentata dalla metà del XVII secolo, è stata usata come materiale da costruzione fin dai tempi più remoti, anche come elemento per muratura. La lavorazione tipica era, e parzialmente rimane ancora oggi, la spaccatura dei blocchi in lastre e la loro successiva riquadratura in prodotti da pavimentazione urbana (lastre, cordoli da marciapiede, trottatoi, cunettoni, ecc.), da costruzione vera e propria (lastre da balcone, modiglioni, gradini, alzate, soglie, stipiti e architravi), da copertura (le famose lose da tetto) e da edilizia funeraria. 
Fin dal secolo XVII la Pietra di Luserna ha avuto impieghi nobili come le pavimentazioni esterne dei palazzi reali di Torino, Racconigi e Venaria Reale, per citare solo i più noti. Altro impiego molto importante è la copertura a lose voluta dall'architetto Alessandro Antonelli per la Mole Antonelliana di Torino, nella cui struttura furono intercalate lastre, visibili anche oggi, tra i corsi di mattoni, allo scopo di dare maggiore solidità all'edificio che, al tempo della sua costruzione, era il più alto al mondo in muratura. 
Più in generale risulta che, nel periodo tra le due guerre del XX secolo, il 90% delle scale e dei marciapiedi di Torino era in Pietra di Luserna.
A partire dalla fine degli anni 1960 l'introduzione della segagione a telaio e disco diamantato ha innovato profondamente il processo produttivo. Attualmente i blocchi sani e compatti, e quindi inadatti alla spaccatura, vengono sottoposti a segagione, mentre le lastre ottenute vengono fiammate, anticate oppure levigate e lucidate. Anche la riquadratura delle lastre, così come le lavorazioni di costa, vengono oggi integralmente effettuate con l'ausilio di attrezzature meccaniche e/o a controllo numerico e l'impiego di utensili diamantati.
Importanti lavori in Pietra di Luserna sono stati eseguiti, oltre che in molte città italiane, anche in molti paesi europei ed extra-europei, compresi Stati Uniti, Canada, Giappone, Thailandia e Australia.